# Une nuit terrible
Une nuit terrible ("Una notte terribile") è un film diretto da Georges Méliès (Star Film 26), tra i primi in cui Méliès si cimenta in un soggetto fantastico, legato alla sua attività di prestigiatore.

## Trama
Un uomo (Méliès) sta coricandosi, ma dopo aver spento una candela e essersi disteso, un grosso ragno inizia a salire le coperte. Quando arriva sul letto l'uomo si sveglia di soprassalto e il ragno salta sulla vicina parete. Allora l'uomo prende una scopa e lo schiaccia, facendolo cadere sul letto, dove lo calpesta. Quando è sicuro di averlo eliminato, lo afferra per una zampa e lo getta nel vaso da notte conservato nel comodino. Però non riesce ancora a dormire, probabilmente perché tormentato dalle zanzare (che non si vedono), per cui inizia a colpire a destra e a manca con una scarpa.

## Produzione
In questo film Méliès non usa ancora i trucchi di tipo cinematografico, limitandosi a un unico trucco di tipo teatrale, l'animazione di un grosso ragno, che disturba il sonno del protagonista.
I trucchi di tipo cinematografico vennero usati poco dopo, in film come l'Escamotage d'une dame chez Robert-Houdin.